# Арумънски език
Арумънският или армънският език (armãneashti, armãneashte, armãneashci, armãneashce), известен и като влашки, цинцарски и куцовлашки език, е източноромански език, който принадлежи към индоевропейските езици и се говори от арумъните на Балканите.

## История
Въпросът за произхода и отношението на арумънския към съвременния румънски език е изключително дискусионен, предвид спора за произхода на румънците. Най-близко до арумънския е мъгленорумънският, считани от някои лингвисти за наречия на един и същ език (виж език или диалект). Арумънският език също така е близък до румънския език, което е и причината много лингвисти (особено румънски) да приемат този език, ведно с мъгленорумънския, не за отделен език, а за диалект на румънския.
Първите опити за създаване на писмен език на арумъните датират от края на XVIII век и са въз основа на гръцката азбука, а от началото на XIX век – на базата на латиницата. През втората половина на XIX век по инициатива на Румъния са отворени в Македония, Тесалия и Епир арумънски училища. Те съществуват в Гърция допреди Втората световна война, а в Албания и Югославия са затворени, като сред ограничените арумънски общности в тези страни се насърчава изучаването на румънски език.
През XIX век и в началото на ХХ век в Румъния и Османската империя излизат публикации във вестници и списания на арумънски език на автори като Константин Белемаче, Андрей Багаву, Нуши Тулиу и т.н.
През 1980-те години възниква спонтанно движение за отделен книжовен арумънски език, на който започват да се издават списания по румънския правопис, но със специфична арумънска азбука (предложена през 1813 г. от Михаил Бояджи), заимствала елементи от гръцката азбука и гръцкия език.

## Диалекти
Разграничени са 6 диалекта, обособени в 2 групи – северна и южна:
Северни
1. фаршеротски
2. москополски
3. мюзекерски

Южни
1. пиндски
2. грамостенски
3. олимпски